# Онуфрієнко Лука Григорович
Онуфрієнко Лука Григорович (30 листопада 1911 — 9 вересня 1988) — український вчений-гідролог, доктор географічних наук, професор, начальник відділу гідрологічних досліджень Українського науково-дослідного гідрометеорологічного інституту.

## Біографія
Народився 30 листопада 1911 р. в с. Єлизаветівка Царичанського району Дніпропетровської області. У 1937 р.  закінчив Харківський гідрометеорологічний інститут, за спеціальністю «гідрологія суші».
У 1937–1941 рр.  та 1946–1954 рр. — начальник сектору та начальник відділу гідрометобсерваторії Українського управління гідрометслужби СРСР. 1941–1946 рр. — служба в лавах Червоної армії, учасник нацистсько-радянської війни.
Після закінчення заочної аспірантури при Ленінградському університеті у 1953 р. захистив кандидатську дисертацію «Весняний стік малих річок України». 1954–1986 рр. — начальник відділу гідрологічних досліджень, заступник директора Українського науково-дослідного гідрометеорологічного інституту.
Докторську дисертацію «Водність річок України і Молдавії та умови її формування»  захистив у 1969 р. за спеціальністю «гідрологія суші».
Нагороджений 2 орденами, 8 медалями, Почесною грамотою Президії Верховної Ради УРСР.

## Наукова діяльність
Наукові дослідження присвячені вивченню умов формування весняного і річного стоку річок України і Молдавії, розрахункам водних балансів і ресурсів річкових басейнів. Підготував 5 кандидатів наук. Автор понад 40 наукових праць.

## Наукові праці
- Весенний поверхностный сток малых рек Украины // Труды УкрНИГМИ. — 1955. — Вып. 3.
- Влияние леса на весенний поверхностный сток // Труды УкрНИГМИ. — 1956. — Вып. 6.
- Норма и изменчивость годового стока // Ресурсы поверхностных вод СССР.- 1971.- Т. 6.- Вып. 2 (Украина и Молдавия).